# Шер Афган Хан
Али Кули Истаджлу, также известен как Шер Афган Хан (? — 1607) — тюркский офицер, служивший Сефевидам, затем перешедший на службу к Великим Моголам в Индии. Джагирдар Бардхамана в Западной Бенгалии (1605—1607). Он также был первым мужем Нур-Джахан (Мехр-ун-Ниссы), которая позднее стала женой могольского императора Джахангира.
Он получил титул Шер-Афган-Хан («тигр-захватчик») от принца Салима, в качестве похвалы за его действия во время военной кампании против раджпутского княжества Мевар. Как и его жена, Шер Афган был иммигрантом из Персии, который бежал из Ирана в Кандагар, а затем в Индию. Он был отцом Михр-ун-Ниссы Бегум (1605—1645), ставшей женой принца Шахрияра-мирзы, младшего сына Джахангира и соперника Шах-Джахана.

## Жизнь

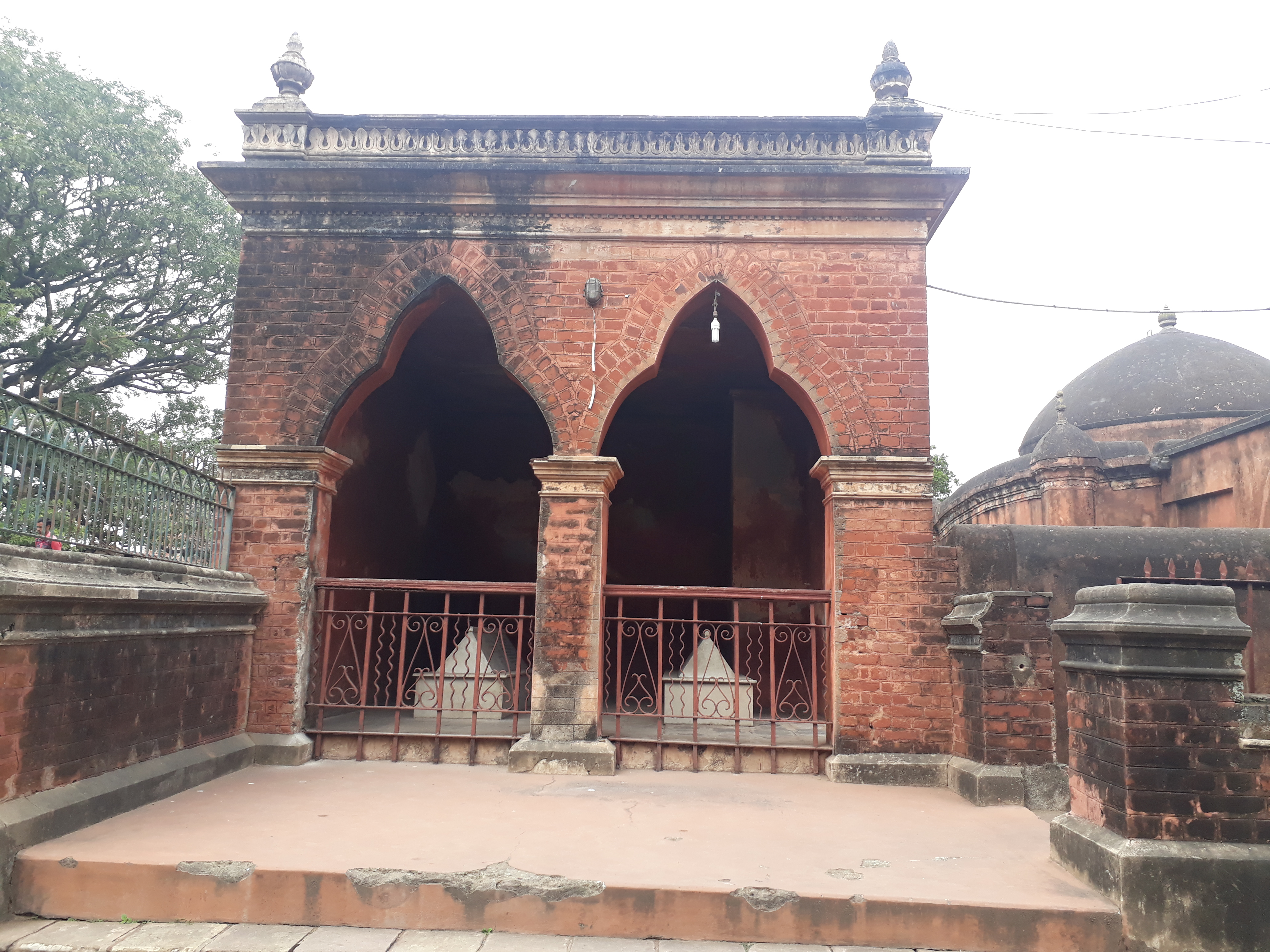
Tomb of Sher Afgan Khan

Али Кули-Хан Истаджлу происходил из тюркского племени Устаджлу. Он занимал должность сефарха персидского шаха Исмаила II (1576—1577) . После смерти шаха Али Кули приехал в Кандагар, и в Мултане он встретил Абдул Рахим Хан-и-Хана, который помог ему поступить на службу к могольскому императору Акбару.
Позднее, по рекомендации Абдул-Рахим-Хан-и-Хана, Али Кули получил мансаб в Татте (современный Пакистан). В течение последующих лет он оказал большие услуги Акбару и переехал в королевский двор в Лахоре.
Вскоре после своего прибытия ко двору в 1594 году, как сообщает Айн-я-Акбари, Акбар приказал Шер-хану жениться на 17-летней Мехр-ун-Ниссе (будущей императрице Нур-Джахан), дочери персидского беженца Мирзы Гийас-бека . Жена Гийас бека имела доступ в императорский гарем, и во время своих визитов туда её часто сопровождала Мехр-ун-Нисса. Там принц Салим якобы увидел ее и влюбился в нее, и чтобы избежать скандала, Акбар быстро выдал ее замуж за Али Кули. Некоторые историки предполагают, что когда принц Салим увидел её, она уже была помолвлена с Али Кули, и поэтому принц не мог жениться на ней из-за этого.
Когда принц Салим восстал против Акбара, Али Кули встал на сторону Акбара против принца, а когда Салим наконец взошел на трон Великих Моголов в 1605 году и принял имя Джахангир, он простил Али Кули Истаджлу вместе со всеми теми, кто поддержал Акбара вместо него. Али Кули был сделан джагирдаром и получил область Бардхаман в Западной Бенгалии в качестве своего домена.

### Смерть
Кутб-уд-Дин Хан Кока (1569—1607) был молочным братом Джахангира, так как его мать была дочерью шейха Салима Чишти. Когда Джахангир взошел на трон империи Великих Моголов в 1605 году, Кутб-уд-Дин был назначен субадаром (губернатором) Бенгалии, заменив на этом посту раджу Ман Сингха. Между тем, Шер Афган Али Кули Истаджлу владельцем джагира Бардхаман в субе Бенгалия. Многочисленные мансабы и титулы были дарованы его сыну Шейху Фариду, который в конечном итоге стал губернатором Бадаюна. Его потомки до сих пор живут в крепости (ныне в руинах) в Шейхупур, Бадаюн.
В 1607 году Кутб-уд-Дин Кока получил приказ отправить Шер-Афган-Хана ко двору, так как его обвинили в халатности и пособничестве афганским повстанцам. Шер-Афган-Хан отказался повиноваться. Узнав об этом, Кутб-уд-Дин лично отправился в Бардхаман, предварительно послав туда Гиаса, сына своей сестры, успокоить Шер-Афгана и привести его ко двору. Когда субадар 30 мая 1607 года прибыл в Бардхаман, Шер Афган отправился ему навстречу в сопровождении двух человек. В этот момент Кутб-уд-Дин подал знак своим людям арестовать Шер Афгана, который первым напал на Кутб-уд-Дина, почувствовав предательство. Кутб-уд-Дин был смертельно ранен, а его телохранители окружили Шер-Афгана и убили его.
Кутб-уд-Дин Кока, который был смертельно ранен, скончался позже в ту же ночь. Это причинило много горя Джахангиру, как он упоминает в своих воспоминаниях, Tuzk-e-Jahangiri, где он также сообщает о свой радости в связи со смертью Али Кули и надеется, что «чернолицый негодяй навсегда останется в аду».
Утверждение о том, что Али Кули был убит из-за того, что император возжелал его жену, было отвергнуто многими более поздними историками, которые ссылаются на тот факт, что если бы у Джахангира были какие-либо такие намерения, он не даровал бы Али Кули титул Шер Афгана, или простил его после того, как он взошел на трон, или пожаловал ему Бардхаман.
Другой исторический писатель, Хафи-Хан, упоминает другую историю о смерти Али Кули, которая, как говорят, была рассказана матерью Нур Джахан. По ее словам, Шер-Афган умер не сразу, когда на него напали люди Кутб-уд-Дина, но будучи раненым, он сумел добраться до дверей своего дома с намерением убить свою жену, которую не хотел отдавать в руки императора. Но её мать не позволила ему войти и велела позаботиться о своих ранах, сообщив ему, что Мехр-ун-нисса покончила с собой, бросившись в колодец. Услышав печальную весть, Шер Афган скончался. Но историки не верят этому рассказу.

## Повторный брак Нур-Джахан
После смерти Али Кули его жена Мехр-ун-Нисса была отправлена в императорский гарем, где она провела следующие четыре года в качестве фрейлины вдовствующей императрицы Рукайи Султан Бегум. В марте 1611 года, во время празднования Науруза император Джахангир случайно увидел Мехруниссу на дворцовом базаре в Агре и сразу же предложил ей выйти за него замуж, но на самом деле их связь была еще до свадьбы Нур-Джахан и Али Кули. Мехр-ун-Нисса и Джахангир поженились два месяца спустя, 25 мая 1611 года, что сделало ее двадцатой женой Джахангира как Нур-Махал, «Свет Дворца», а в 1616 году ей был дарован титул Нур-Джахан, «Свет Мира».
Дочь Али Кули, Михр-ун-Нисса Бегум, в 1620 году была выдана замуж за шахзаде Шахрияра-мирзу (1605—1628), пятого сына Джахангира. После смерти Джахангира 27 октября 1627 года Шахрияр-мирза ненадолго занял императорский престол в Лахоре под руководством своей тещи Нур-Джахан. Позднее Шахрияр-мирза был разбит и взят в плен Асаф-ханом, который приказал его ослепить, а позднее по приказу Шах-Джахана он был казнен. Шах-Джахан (1592—1666), третий сын Джахангира, вступил на императорский престол после казни всех своих оставшихся родных и двоюродных братьев.